# Turul României 2009
Ediția a 46-a a Turului României s-a desfășuarat în perioada 6 – 13 iunie 2009 pe un traseu de 1.144 kilometri care a început la Constanța și s-a încheiat la Bâlea Lac.
Deși inițial au fost anunțați 72 de cicliști, la tur au participat 60 de cicliști din: Bulgaria, Grecia, Ucraina, Ungaria, Italia, Germania, Turcia și România. Echipa Profiline din Germania nu a mai venit, iar Rotterdam-Metec din Olanda nu a fost primită, deoarece nu a respectat prevederile Uniunii Cicliste Internaționale.